# Gmina Franklin (hrabstwo Decatur)

Położenie Gminy Franklin w hrabstwie Decatur

Gmina Franklin (ang. Franklin Township) – gmina w USA, w stanie Iowa, w hrabstwie Decatur. Według danych z 2000 roku gmina miała 370 mieszkańców, a jej powierzchnia wynosi 93,74 km².